# Force normale entre deux disques dans un fluide visqueux
Les adhésifs sont très utilisés dans la vie courante et dans l'industrie. La raison pour laquelle ils résistent à la séparation provient d'une part de leur minceur qui est l'ingrédient principal de leur résistance initiale au décollement, et d'autre part des phénomènes dissipatifs qui se déroulent au cours du découlement, notamment la cavitation.
Cet article de physique a pour but d'illustrer le fait que la minceur de l'adhésif est essentielle à sa résistance initiale. Prenons deux objets rigides en contact via un adhésif. Lorsqu'on tente de les séparer, on déforme le matériau adhésif proprement dit d'une manière qui dépend étroitement de sa géométrie mince. Ici, pour fixer les idées, nous prenons l'exemple d'un matériau facile à appréhender : un liquide visqueux. La rhéologie d'un adhésif est évidemment plus complexe, mais le principe de l'idée illustrée ici resterait inchangé. Pour faciliter les calculs, nous supposons que la surface de chacun des deux objets rigides est un disque.

## Ingrédients physiques
Soient deux disques parallèles et rigides, de rayon {\displaystyle R},
s'écartant à la vitesse {\displaystyle V}
au sein d'un fluide visqueux incompressible, de viscosité {\displaystyle \eta },
dans le régime de Stokes (faibles nombres de Reynolds).
Il s'exerce entre eux, via le fluide, une force de traction dans la direction normale (dans le cas où les disques s'approchent, autrement dit {\displaystyle V<0}, la force est au contraire compressive).

## Éléments essentiels de l'écoulement

### Vitesse vers le centre
Le fluide entre les deux plaques est incompressible donc conserve un volume constant.
Considérons le volume {\displaystyle \Omega } actuellement situé entre les deux disques.
Il est lié à l'épaisseur et au rayon du disque visqueux :
{\displaystyle \Omega =\pi R^{2}\,h}
Ainsi, si l'on augmente l'épaisseur {\displaystyle h} à la vitesse {\displaystyle V}, 
on diminue le rayon {\displaystyle R} de cette partie du fluide située initialement entre les plaques. 
En dérivant l'équation précédente par rapport au temps :
{\displaystyle 0=\pi R^{2}\,V+2\pi R{\dot {R}}\,h}
On trouve ainsi la vitesse radiale du bord du disque liquide :
{\displaystyle {\dot {R}}=-{\frac {R}{2h}}\cdot V}
Notons que le même raisonnement, effectué sur seulement une partie du fluide situé entre les deux disques,
à savoir un disque liquide de rayon {\displaystyle r<R}, permet de calculer la vitesse moyenne du liquide
situé à cette distance {\displaystyle r} du centre du disque :
{\displaystyle v_{\rm {moy}}(r)={\frac {r}{2h}}\cdot V}
où la vitesse a été comptée positivement lorsque dirigée vers le centre du disque.

### Dépression
Lorsqu'on applique une force pour éloigner les deux disques, on crée une dépression dans le liquide, autrement dit la pression y est inférieure à la pression atmosphérique : {\displaystyle p<p_{0}}.
La dépression moyenne dans tout le liquide situé entre les deux disques s'obtient en divisant la force appliquée par la surface :
{\displaystyle p_{0}-\langle p\rangle ={\frac {F}{\pi R^{2}}}}

### Gradient de pression
Ainsi, la pression dans le liquide est plus faible que celle atmosphérique à l'extérieur. 
On a donc un gradient de pression au sein du disque liquide, dirigé du centre vers la périphérie. 
L'ordre de grandeur de ce gradient s'obtient en divisant la dépression moyenne obtenue ci-dessus par le rayon du disque liquide :
{\displaystyle {\frac {{\rm {d}}p}{{\rm {d}}r}}\approx {\frac {F}{R^{3}}}\ }
C'est ce gradient de pression qui cause l'écoulement de fluide, de vitesse moyenne dirigée vers le centre, estimé plus haut.

## Écoulement de Poiseuille
D'après les lois de l'hydrodynamique, il n'y a pas de glissement à la paroi. On a donc un écoulement de Poiseuille. Autrement dit, le fluide a une vitesse nulle à la paroi. Or, la vitesse horizontale moyenne dans le fluide est non nulle. On a un profil de vitesse qui interpole entre ces deux valeurs. Il est possible de montrer que cet écoulement est parabolique en fonction de la coordonnée perpendiculaire aux parois.

Écartement de deux plaques rigides séparées par un mince film de matériau incompressible : animation montrant le cisaillement induit dans le matériau.

## Calcul de l'écoulement
En première approximation, l'écoulement du fluide 
est partout parallèle à la paroi des disques (approximation de lubrification)
et axisymétrique.
Plus précisément, si la normale aux disques est orientée selon {\displaystyle z},
le champ de vitesse est radial et horizontal.
La vitesse ne dépend que de la distance {\displaystyle r} à l'axe de révolution
et de l'altitude {\displaystyle z} :
{\displaystyle {\vec {v}}=-v(r,z){\vec {u}}_{r}},
où le vecteur {\displaystyle {\vec {u}}_{r}} est dirigé vers l'extérieur tandis que la vitesse est dirigée vers l'axe de révolution,
et où la quantité {\displaystyle v(r,z)} est choisie positive.
Si les disques sont situés en {\displaystyle z=\pm h/2},
l'équation du profil de vitesse est donnée par :
{\displaystyle v(r,z)=v_{\rm {max}}(r)\;\left(1-{\frac {4\,z^{2}}{h^{2}}}\right)}
où la vitesse maximale (à mi-hauteur) ne dépend que de la distance {\displaystyle r} à l'axe.
Pour deux disques qui s'écartent (illustration), l'écoulement s'effectue vers l'intérieur.
Avec les conventions choisies, la quantité {\displaystyle v_{\rm {max}}} est positive. 

### Calcul de la vitesse radiale
À la distance {\displaystyle r} de l'axe, la vitesse moyenne 
{\displaystyle v_{\rm {moy}}(r)={\frac {1}{h}}\int _{-h/2}^{+h/2}v(r,z)\;{\rm {d}}z={\frac {2}{3}}v_{\rm {max}}(r)}
(formule valable en cas de non glissement à la paroi)
est fixée par l'incompressibilité du fluide :
{\displaystyle 2\pi \,r\cdot h\cdot v_{\rm {moy}}(r)=\pi r^{2}\cdot V}
D'où finalement la vitesse en tout point :
{\displaystyle v(r,z)={\frac {3r}{4h}}\left(1-{\frac {4\,z^{2}}{h^{2}}}\right)V}

### Calcul du champ de pression

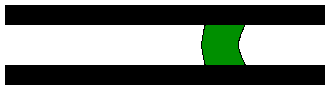
Écartement de deux plaques rigides séparées par un mince film de matériau : le gradient de pression se transmet aux parois en tant que contrainte de cisaillement.

Le gradient de pression est donné par l'écoulement de Poiseuille :
{\displaystyle {\frac {{\rm {d}}p}{{\rm {d}}r}}(r)={\frac {8\;\eta }{h^{2}}}\cdot v_{\rm {max}}={\frac {6\eta \;V}{h^{3}}}\cdot r}
Si la pression vaut {\displaystyle p_{0}} au bord des disques ({\displaystyle r=R}),
le champ de pression s'obtient par intégration du gradient :

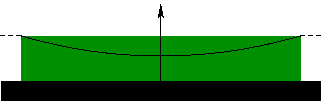
Écartement de deux plaques rigides séparées par un mince film de matériau : la pression est moindre au centre. Plus précisément, si le matériau répond linéairement à la déformation, le profil de pression est parabolique.

{\displaystyle p(r)=p_{0}-\int _{r}^{R}{\rm {d}}r^{\prime }{\frac {6\eta \;V}{h^{3}}}\cdot r^{\prime }=p_{0}-{\frac {3\eta VR^{2}}{h^{3}}}\left(1-{\frac {r^{2}}{R^{2}}}\right)}

### Calcul de la force
La force totale s'obtient par intégration du champ de pression :
{\displaystyle F=\int _{0}^{2\pi }\int _{0}^{R}(p_{0}-p(r))r{\rm {d}}r{\rm {d}}\theta ={\frac {3\pi }{2}}{\frac {\eta VR^{4}}{h^{3}}}}

### Implications pratiques
Si la distance {\displaystyle h} est petite par comparaison avec le rayon {\displaystyle R} des disques, la force nécessaire est grande.
Ainsi, lorsqu'on a écrasé une goutte de shampoing entre deux plaques de verre, il est assez difficile de les séparer (sous leur propre poids, elles peuvent même mettre un certain temps avant de se séparer). De manière analogue, la minceur d'un film adhésif est l'ingrédient principal de sa résistance initiale au décollement.